# پسر و دوچرخه
پسر و دوچرخه (انگلیسی: Boy and Bicycle) فیلمی در ژانر درام به کارگردانی ریدلی اسکات است.

## خلاصه فیلم
پسری نوجوان از مدرسه گریخته و روزش را با گشتن در شهر توسط دوچرخه‌اش و تصور این که تنها فرد روی زمین است می‌گذراند...